# Lukáš Horký
Lukáš Horký (* 20. dubna 1979, Boskovice) je český fotograf, grafik, vizuální umělec a hudebník.

## Život
Debutoval svým fotografickým souborem o pacientech trpící mentální anorexií a bulimií. Věnuje se reportážní a divadelní fotografii i různým intermediálním experimentům. Od roku 2008 systematicky dokumentuje proměny města Frýdek-Místek. Pracuje s fotografií, vizuálním uměním a videem samostatně, avšak ve své tvorbě stále častěji kombinuje jednotlivé disciplíny dohromady.
Vystudoval fakultu Informatiky na Masarykově Univerzitě v Brně a Institut tvůrčí fotografie Filozoficko-Přírodovědecké fakulty Slezské univerzity v Opavě, kde pokračuje v doktorském studiu. Na brněnské Mendelově univerzitě přednášel Audiovizuální komunikaci a Digitální fotografii. Věnuje se dlouhodobým dokumentárním projektům a V roce 1999 založil s kytaristou Davidem Kopřivou a bubeníkem Petrem Fucimanem hudební formaci Downbelow, se kterou vydal tři alba (Roadside Traveler – 2011, Other World – 2014, Decameron Locis – 2017). V roce 2016 napsal spolu s Davidem Kopřivou scénickou hudbu k taneční Inscenaci Mezizemí. Od roku 2017 píše lyrické deníkové záznamy. V roce 2018 obdržel čestné uznání v soutěži Česká divadelní fotografie v kategorii – Inscenace / divadelně-performativní projekt – profesionálové.
V říjnu 2018 měl premiéru v opavském multifunkčním prostoru a galerii Kupe premiéru jeho cyklus fotografií Moje město  a v lednu 2019 se v rozšířené podobě představil v Národním divadle moravskoslezském. 
Ve Frýdku-Místku buduje vizuální identitu Symfonickému orchestru a folklórnímu souboru Ostravica, je autorem grafické podoby festivalu Sweetsen fest. Je zastoupen ve sbírkách Muzea moderního umění v Olomouci a Muzea Beskyd ve Frýdku-Místku.